# Sepancar Lawang Kulon
Sepancar Lawang Kulon is een bestuurslaag in het regentschap Ogan Komering Ulu van de provincie Zuid-Sumatra, Indonesië. Sepancar Lawang Kulon telt 4467 inwoners (volkstelling 2010).